# Solenogyne
Solenogyne es un género de plantas con flores perteneciente a la familia  Asteraceae. Comprende 10 especies descritas y solo 3 aceptadas.

## Taxonomía
El género fue descrito por Alexandre Henri Gabriel de Cassini y publicado en Dictionnaire des Sciences Naturelles [Second edition] 50: 493. 1827. La especie tipo es: Solenogyne bellioides Cass.	

## Especies seleccionadas
A continuación se brinda un listado de las especies del género Solenogyne aceptadas hasta junio de 2011, ordenadas alfabéticamente. Para cada una se indica el nombre binomial seguido del autor, abreviado según las convenciones y usos.
- Solenogyne bellioides Cass.
- Solenogyne dominii L.G.Adams
- Solenogyne gunnii (Hook.f.) Cabrera